# 第50师团 (日本陆军)
第50师团（だいごじゅうしだん）是大日本帝國陸軍在臺灣編成的师团之一，在日本戰敗後解編。

## 沿革
1944年（昭和19年）5月，以第48師在臺灣的補充部隊為基礎編成的部隊，師下轄炮兵單位（山炮第50聯隊）是從山炮兵第48聯隊駐臺灣的補充隊作為人力與裝備的基礎，搭配一干南調期間因運輸船遭擊沉而滯留在臺灣的殘存部隊重編。
第50師團主力駐防在高雄南方，守備美軍可能的登陸灘岸，部隊在1945年日本敗戰後即解散。

## 师团概要

### 歴代师团長
- 石本貞直 中将：1944年5月10日 -

### 最終司令部構成
- 参謀長：大石广海上校
  - 参謀：藤尾森生中校
  - 参謀：山田常少校
- 高級副官：浦井博少校
- 経理部長：龟田忠次主計中校
- 軍医部長：野田荣橘軍医中校

### 最終所属部隊
- 第301步兵聯隊（台北）：奥中義男上校
- 第302步兵聯隊（台南）：永野千秋上校
- 第303步兵聯隊（鳳山）：
- 第50偵蒐聯隊（台中）：
- 第50山炮聯隊（台北）：田中次郎上校
- 第50工兵聯隊（東港）：宮本正三少校
- 第50輜重兵聯隊（鳳山）：
- 第50师团通信隊：
- 第50师团兵器勤務隊：
- 第50师团衛生隊：
- 第50师团第1野战医院：
- 第50师团第4野战医院：